# HD166921
HD166921 — хімічно пекулярна зоря спектрального класу
B8 й має видиму зоряну величину в смузі V приблизно  7,8.

## Пекулярний хімічний склад
Зоряна атмосфера HD166921 має підвищений вміст 
Si
.